# Бо, Клеман
Клеман Бо (род. 7 декабря 1980 года) — бывший камерунский профессиональный футболист, играл на позиции полузащитника. В составе сборной завоевал золотую медаль на летних Олимпийских играх 2000 года в Сиднее.

## Карьера
Бо начал карьеру в «Тоннере». В 2001 году он уехал в Европу, где играл в Польше и Литве за «Видзев» и «Ветру» соответственно. С «Ветрой» стал бронзовым призёром чемпионата Литвы. Затем большую часть своей карьеры провёл в Португалии. В сезоне 2004/05 он был в составе клуба португальской высшей лиги, «Академика Коимбра», но не сыграл ни одного матча. Он провёл большую часть своей карьеры во втором и третьем португальских дивизионах, в том числе в составе клубов «Морейренсе» и «Академику де Визеу». Его последним клубом стала «Витория Сернаше».
Бо играл за сборную Камеруна, которая завоевала золотую медаль на летних Олимпийских играх 2000 года в Сиднее. В финале после ничьи 2:2 Камерун обыграл Испанию по итогам серии пенальти 3:5. Сам Бо играл только в полуфинале против Чили (2:1).